# ヴォーン
ヴォーン（英: Vaughan）は、カナダ・オンタリオ州のヨーク地域]にある都市。トロントの北に位置し、グレータートロント（GTA）の一部を構成している。カナダで最も人口が増加している都市のひとつである。人口は32万3103人（2021年）。「ボーン」と表記する場合もある。

## 地理

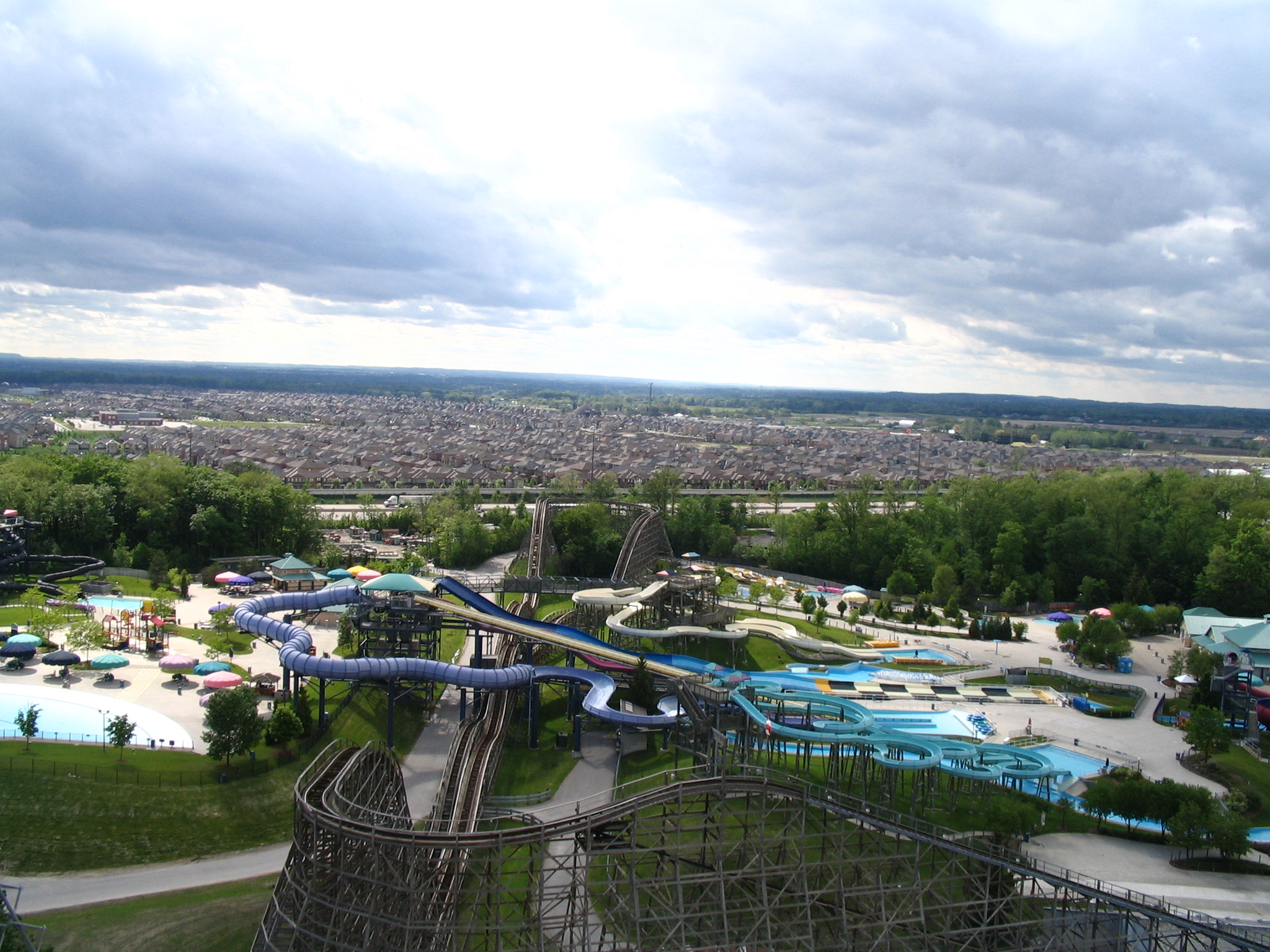
カナダズ・ワンダーランド

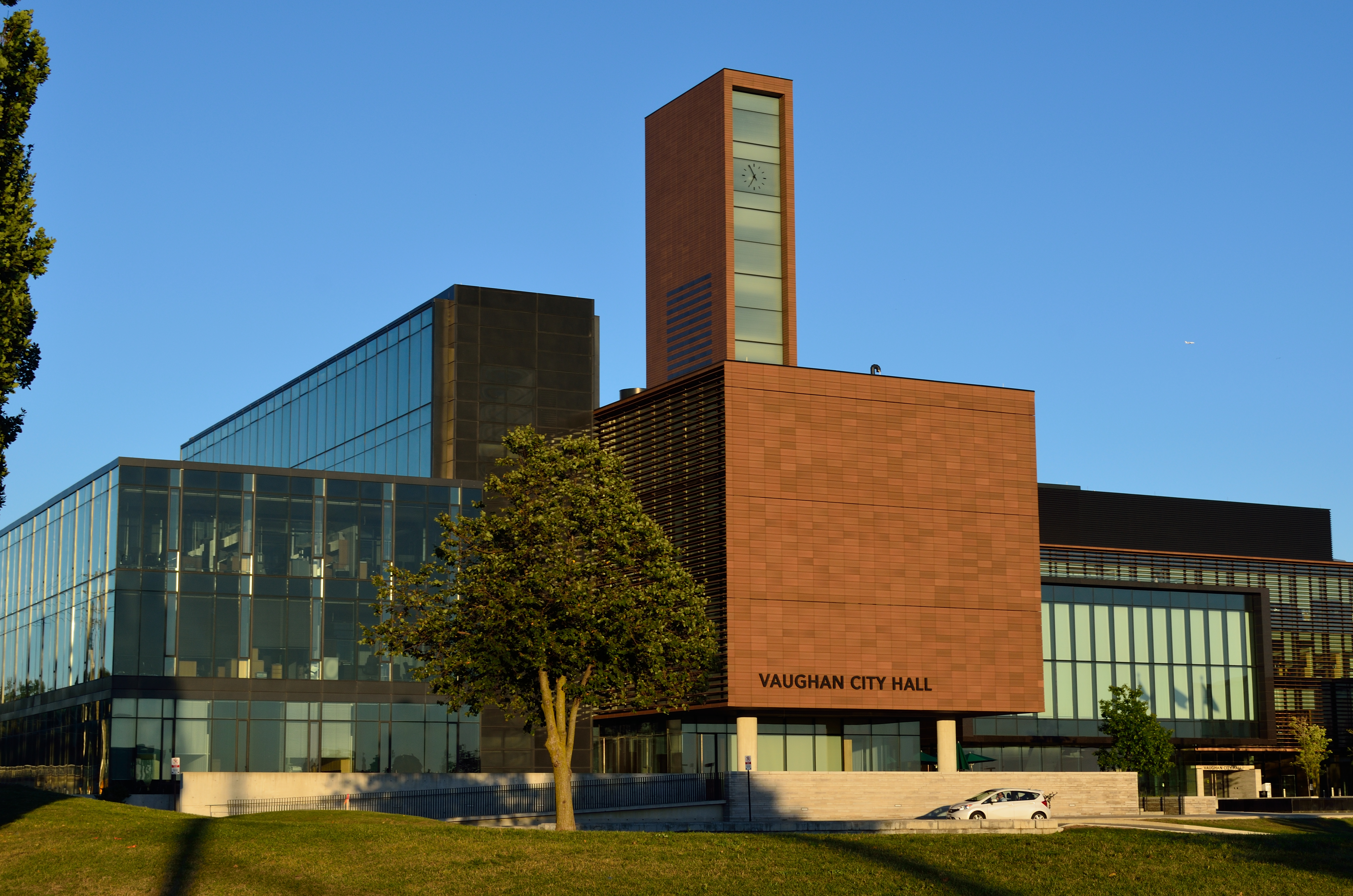
ヴォーン市庁舎

### 人口
| 民族         | 人口（人） | 割合（%） |
| ------------ | ---------- | --------- |
| イタリア系   | 94,730     | 31.1%     |
| ロシア系     | 25,635     | 8.5%      |
| カナダ人     | 24,185     | 8.0%      |
| 中華系       | 24,130     | 7.9%      |
| インド系     | 20,595     | 6.7%      |
| ポーランド系 | 18,265     | 6.0%      |
| ユダヤ系     | 13,650     | 4.5%      |
| イギリス系   | 9,345      | 3.8%      |
| ウクライナ系 | 9,570      | 3.1%      |
| ポルトガル系 | 9,145      | 3.0%      |
| フィリピン系 | 9,140      | 3.0%      |

ヴォーン市はカナダでも急速に人口が増加している都市のひとつで、1996-2001年と2001-2006年のそれぞれの5年間に30%を超える人口増加率記録している。1996年の人口が13万2,549人、2006年が23万8,866人と、わずか10年間に10万人以上人口が増加した。その後の10年間の人口増加率は鈍化し7万人の増加となっている。
南ヨーロッパ系（イタリア）や東ヨーロッパ系（ロシア、ポーランド）のほか、ユダヤ系人口が州内でも多く、有色人種の比率は35.4%、このうち南アジア系の比率が最も高い。
イタリア系住民が多いことからイタリア語を母語とする人は全体の12.3%に及ぶ。次いでロシア語が6.8%となっており 、この割合はトロント都市圏内の他都市と比べても突出している。

## 歴史
1615年にフランスの探検家がこの土地に訪れたことはあったが、町が組織されたのは1792年である。
道路が整備されていなかった当時、内陸に位置している地勢から、この地域へ訪れるのは困難なものであった。そのため、初期の入植者はわずかであったがアメリカのペンシルベニア州から移ってきたドイツ系の人々や、わずかではあるがイギリスをルーツにする人々、フランス王党派の人々などが定着していった。
1814年以降、アメリカからの移民に変わってイギリスからの新しい移民が増え、それによって農業に従事する人々がほとんどだったコミュニティに、高い技術を持った貿易商が入り、街の発展に大きく貢献することとなる。
1935年には4,873人の定住者がいたに過ぎなかったが、第二次世界大戦のあおりを受け、移民者がこの土地に数多く流入した結果、1960年には1万5,957人まで増えた。同時に民族構成も大きく変わり、イタリア系やユダヤ系、東ヨーロッパ系などが加わった。
1971年にヴォーンを含む周囲の自治体が新たに「ヨーク地域」に統合された。ヴォーンは1991年に市に昇格した。現在でも、クラインバーグ（Kleinburg）、メイプル（Maple）、ソーンヒル（Thornhill）、ウッドブリッジ（Woodbridge）など、ヴォーン市に含まれる村は独自の特徴と歴史を持つコミュニティーとして存在している。

## 交通

### 市内交通

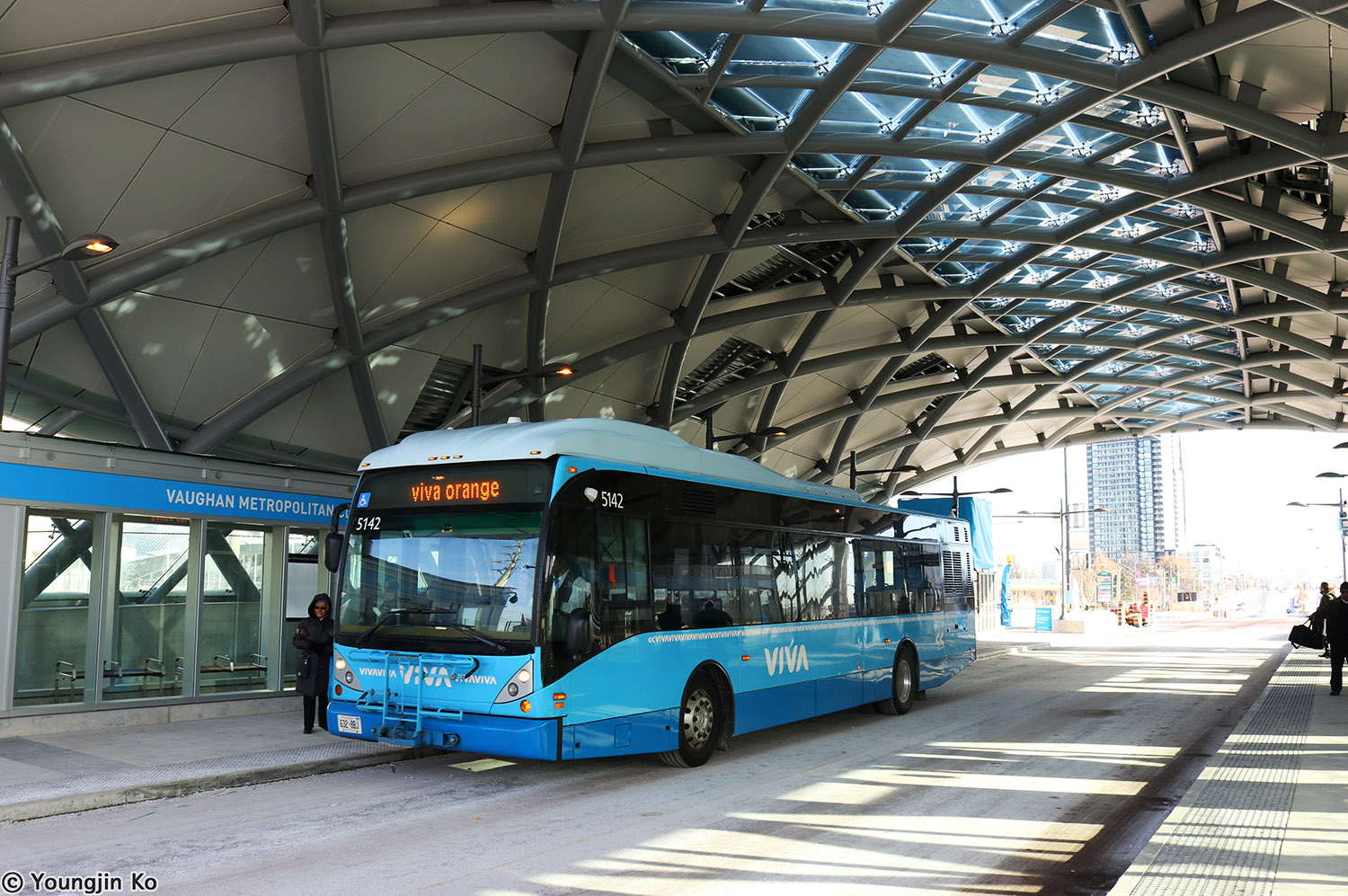
Viva (快速バス)

- ヨーク・リージョン・トランジット（YRT）： ヨーク地方を走るバス（公共交通機関）。
- Viva（読み：ヴィヴァ、Viva）： ヨーク地方を走るYRTの快速バス。
- GOトランジット：GTAを走る長距離バスと列車（バリー線）。
- トロント市地下鉄：ヤング・ユニバーシティ線の「Vaughan Metropolitan Centre」「Highway 407」駅が2017年12月に開業した。

## 教育
- ナイアガラ大学

## 姉妹都市・友好都市
- ソラ （Sora、イタリア・ラツィオ州） - 1992
- ラムラ （Ramla、イスラエル） - 1993
- 三条市 （日本・新潟県） - 1993
- 揚州市 （中国・江蘇省） - 1995
- バギオ （フィリピン） - 1997
- デリア （Delia、イタリア・シチリア州） - 1998
- ランチャーノ （Lanciano、イタリア・アブルッツォ州） - 2002

## 観光
- マクマイケル・カナディアン・アート・コレクション（McMichael Canadian Art Collection）：カナダ人画家7人グループ「グループ・オブ・セブン」の作品を中心としたカナダ芸術を収蔵する美術館。クラインバーグにある。
- カナダズ・ワンダーランド - カナダ最大のテーマパーク（遊園地）。
- ヴォーンミルズ（Vaughan Mills） - オンタリオ州第6位の店舗面積[要出典]を持つ大型のショッピングモール。